# 삶은 기적이다
《삶은 기적이다》(세르비아어: Живот је чудо, 영어: Life is a Miracle, 러시아어: Жизнь как чудо)는 2004년 에미르 쿠스투리차 감독이 제작한 영화이다.

## 내용
유고슬라비아 전쟁을 다룬 에미르 쿠스투리차 감독의 영화.
보스니아 1992년, 베오그라드 왼편에 위치한 소도시에서 엔지니어 루카는 세르비아와 보스니아를 연결하는 철도를 건설할 계획에 고심하고 있다. 그의 부인 야드란카는 성악가이자 정신질환을 앓고 있고, 아들 밀로스는 지역 축구팀에서 수도 '파르티잔' 팀으로 이적하기를 원한다. 한편, 유고 슬라비아에서는 중대한 정치적 변화가 일어나고 이 변화는 루카가 사는 마을까지 영향을 미친다. 아들 밀로스는 군대에 징집 명령을 받는 동시에 파르티잔 팀으로부터 이적 허가 통지를 받는다. 기관차가 공개되고 새로 부임한 시장의 임명식이 거행되던 축제 기간에 루카의 부인 야드란카는 헝가리인 음악가와 도망간다. 이날 알렉시치는 전쟁이 시작됐음을 알린다.
얼마 후, 루카는 그의 아들 밀로스가 포로로 잡혔다는 것을 알게 된다. 루카는 밀로스가 있는 전투 현장에 뛰어들려 하지만 알렉시치가 그를 막는다. 밀로스의 친구는 보스니아 여성 사바하를 잡아와 밀로스와 맞바꿀 것을 제안한다. 루카는 여기에 동의하고 사바하를 그의 집으로 데려간다. 곧 둘 사이에 사랑이 싹트지만 루카는 사바하가 포로 교환의 상대에 지나지 않다는 것을 자각한다. 루카의 부인 야드란카가 돌아오고 루카와 사바하는 외국으로 도피할 계획을 새운다. 그러나 드리나강에서 사바하가 지역 게릴라들에게 총을 맞고 병원에서 치료를 받는다. 심한 출혈로 생사의 기로에 선 사바하는 가까스로 목숨을 건진다. 밀로스는 사바하와 교환되어 루카에게 돌아온다. 전쟁이 끝나고 루카의 가족은 기차역에 위치한 집으로 돌아온다.
루카는 삶의 의욕을 잃고 자살 기도를 꾀하며 철로에 눕지만, 그와 기차 사이로 당나귀 한 마리가 가로막는다. 영화에서 희망 없는 사랑을 상징하는 이 당나귀는 루카와 사바하를 태우고 그들의 사랑을 방해하지 않는 곳을 향해 달려간다.

## 출연
- 슬라브코 슈티마츠 … 루카 역
- 나타샤 소락 … 사바하 역
- 베스나 트리바릭 … 야드란카 역
- 뷰크 코스틱 … 밀로스 역
- 알렉산다르 베르섹 … 벨로 역
- 스크리보르 쿠스투리차 … 알렉시치 역
- 미르자나 카라노비크 … 나쟈 역
- 니콜라 코조 … 필리노비치 역

## 제작
- 연출: 에미르 쿠스투리차
- 기획: 에미르 쿠스투리차, 마야 쿠스투리차, 알랑 사드
- 각본: 에미르 쿠스투리차, 란코 보지치
- 음악: 지미르 쿠스투리차, 제인 스파라볼로
- 촬영: 미셸 아마디우
- 미술: 밀렌코 예레미치
- 편집: 스베토릭 자이치
- 의상: 자라 포포비치

## 기본정보
- 러닝타임: 155분
- 기본 언어: 세르비아어
- 음성: DTS / 돌비 디지털

## 수상
- 2004년 - 칸 영화제 프랑스 국가교육체계상
- 2005년 - 세자르 시상식 프랑스 영화 아카데미 최우수 영화상
- 2005년 - 골든 글로브 최우수 유럽 영화상

## 촬영 비화
- 기후적 악조건과 쿠스투리차 감독의 연이은 시나리오 수정으로 13개월 동안 쉼 없이 촬영이 계속됐다.
- 에미르 쿠스투리차 감독의 아들 스크리보르 쿠스투리차가 캡틴 알렉시치 역을 연기했다.

## 언론 평가
- 에미르 쿠스투리차 감독은 인생에 대한 두렵고 극적이면서도 즐거운 시각을 갖고 있다. («Monsieur Cinèma»)
- 쿠스투리차 감독의 영화 중 가장 따뜻하고 낙천적인 영화라고 할 수 있다. («Première»)

## OST

### 기본 트랙
(The No Smoking Orchestra 전곡 연주)
1. In the beginning
2. Evergreen
3. Wanted man
4. Kiss the mother
5. Moldavian song
6. Vasja
7. Dying song
8. Looking for Luka
9. Ovo je muski svet
10. ThFatal wounds
11. Who killed the D.J.
12. Karakaj
13. The waterfall
14. Gladno Srce
15. Looking for Sabaha
16. When life was a miracle
17. Moldavian song

### 보너스 트랙
(세르비아어 특별판 — 연주: The No Smoking Orchestra)
1. Kad sam bio mlađan lovac ja
2. Bye bye Dobrila
3. Leskovacki zvižđuk